# Dysterbrun sorgstövslända
Dysterbrun sorgstövslända (Peripsocus phaeopterus) är en insektsart som först beskrevs av Stephens 1836.  Dysterbrun sorgstövslända ingår i släktet Peripsocus och familjen sorgstövsländor. Arten är reproducerande i Sverige. Inga underarter finns listade i Catalogue of Life.